# Cerbois
Cerbois és un municipi francès, situat al departament de Cher i a la regió de Centre – Vall del Loira. L'any 2007 tenia 428 habitants.

## Demografia

### Població
El 2007 la població de fet de Cerbois era de 428 persones. Hi havia 166 famílies, de les quals 34 eren unipersonals (17 homes vivint sols i 17 dones vivint soles), 58 parelles sense fills, 70 parelles amb fills i 4 famílies monoparentals amb fills.
La població ha evolucionat segons el següent gràfic:
Habitants censats

### Habitatges
El 2007 hi havia 201 habitatges, 163 eren l'habitatge principal de la família, 27 eren segones residències i 11 estaven desocupats. 198 eren cases i 2 eren apartaments. Dels 163 habitatges principals, 125 estaven ocupats pels seus propietaris, 29 estaven llogats i ocupats pels llogaters i 9 estaven cedits a títol gratuït; 1 tenia una cambra, 7 en tenien dues, 27 en tenien tres, 59 en tenien quatre i 69 en tenien cinc o més. 122 habitatges disposaven pel capbaix d'una plaça de pàrquing. A 55 habitatges hi havia un automòbil i a 97 n'hi havia dos o més.

### Piràmide de població
La piràmide de població per edats i sexe el 2009 era:
| Homes | Edats   | Dones |
| ----- | ------- | ----- |
| 0     | 95 o +  | 0     |
| 0     | 90 a 94 | 0     |
| 4     | 85 a 89 | 0     |
| 0     | 80 a 84 | 0     |
| 4     | 75 a 79 | 12    |
| 20    | 70 a 74 | 16    |
| 8     | 65 a 69 | 0     |
| 4     | 60 a 64 | 8     |
| 4     | 55 a 59 | 4     |
| 16    | 50 a 54 | 4     |
| 20    | 45 a 49 | 16    |
| 0     | 40 a 44 | 8     |
| 36    | 35 a 39 | 24    |
| 8     | 30 a 34 | 16    |
| 16    | 25 a 29 | 24    |
| 8     | 20 a 24 | 12    |
| 20    | 15 a 19 | 16    |
| 0     | 10 a 14 | 24    |
| 16    | 5 a 9   | 12    |
| 12    | 0 a 4   | 8     |

## Economia
El 2007 la població en edat de treballar era de 273 persones, 198 eren actives i 75 eren inactives. De les 198 persones actives 180 estaven ocupades (99 homes i 81 dones) i 18 estaven aturades (10 homes i 8 dones). De les 75 persones inactives 23 estaven jubilades, 28 estaven estudiant i 24 estaven classificades com a «altres inactius».

### Ingressos
El 2009 a Cerbois hi havia 170 unitats fiscals que integraven 440,5 persones, la mediana anual d'ingressos fiscals per persona era de 15.821 €.

### Activitats econòmiques
Dels 12 establiments que hi havia el 2007, 6 eren d'empreses de construcció, 1 d'una empresa de transport, 1 d'una empresa d'hostatgeria i restauració, 2 d'empreses de serveis, 1 d'una entitat de l'administració pública i 1 d'una empresa classificada com a «altres activitats de serveis».
Dels 6 establiments de servei als particulars que hi havia el 2009, 2 eren paletes, 2 lampisteries, 1 electricista i 1 perruqueria.
L'any 2000 a Cerbois hi havia 10 explotacions agrícoles.

## Equipaments sanitaris i escolars
El 2009 hi havia una escola elemental integrada dins d'un grup escolar amb les comunes properes formant una escola dispersa.

## Poblacions més properes
El següent diagrama mostra les poblacions més properes.